# Dasybasis bonariensis
Dasybasis bonariensis är en tvåvingeart som först beskrevs av Macquart 1838.  Dasybasis bonariensis ingår i släktet Dasybasis och familjen bromsar. Inga underarter finns listade i Catalogue of Life.